# Teodoigio
Teodoigio fue un religioso hispanovisigodo, que se convirtió en obispo de Ávila según Enrique Flórez, probablemente, como sucesor de Justiniano en 629, y que permaneció en el cargo aproximadamente hasta el 642.
Aparece documentado en 633 durante el IV Concilio de Toledo, presidido por Isidoro de Sevilla. Teodoigio fue uno de los participantes en la reunión y firmó los Cánones; aparece en el lugar 37.º de la lista de firmantes, detrás de 25 obispos y 7 vicarios sustitutos de obispos ausentes, algo que, según Flórez, le otorga cierta antigüedad en el cargo. Comparada con la de los demás firmantes, habría sido consagrado obispo abulense en 629, momento en que podría haber muerto el anterior obispo documentado, Justiniano, que aparece después de él en los catálogos de obispos, como el de Gil González Dávila.